# Иоффе, Борис Лазаревич
Бори́с Ла́заревич Ио́ффе (6 июля 1926, Москва — 18 июля 2022, Москва) — советский и российский физик-теоретик, доктор физико-математических наук, профессор. Член-корреспондент РАН (1991; член-корреспондент АН СССР с 1990), заслуженный работник атомной промышленности Российской Федерации (2016).

## Биография
Родился 6 июля 1926 года в Москве в семье врача-уролога Лазаря Григорьевича Иоффе (1891—1971), уроженца Смоленска, впоследствии участника Великой Отечественной войны, майора медицинской службы, и Анны Абрамовны Иоффе (1896—1950).
В 1949 году окончил физический факультет МГУ. С 1947 года (после окончания третьего курса) — ученик по теоретической физике Льва Ландау.
С 1950 года работал в Институте теоретической и экспериментальной физики АН СССР / РАН. Участник советского атомного проекта.
В 1954 году защитил кандидатскую диссертацию.
В 1960 году защитил докторскую диссертацию на тему «Вопросы теории элементарных частиц».
В 1977 году ему было присвоено учёное звание профессора.
В 1990 году был избран членом-корреспондентом АН СССР по Отделению ядерной физики. Являлся членом Отделения физических наук РАН (секция ядерной физики). В 2011 и 2016 годах выдвигался кандидатом в действительные члены РАН, но избран не был.
Автор научных работ в области физики элементарных частиц, физики высоких энергий, ядерной физики, теории ядерных реакторов.
Занимался альпинизмом, поднимался на вершины до 6000 м. Побывал почти во всех горных районах бывшего СССР, в Гималаях, Альпах, Аппалачах.
Скончался 18 июля 2022 года на 97-м году жизни.

## Вклад в науку
Работал в Лаборатории № 3, с 1957 года — Институт теоретической и экспериментальной физики (ИТЭФ АН СССР).
Специалист в области теории элементарных частиц, физики высоких энергий, теории ядерных реакторов и прикладной ядерной физики.
Основные достижения и открытия:
- 1956 — теории выгорания горючего в ядерных реакторах.
- 1956 — вычислил, что нарушение чётности должно сопровождаться нарушением симметрии (с Л. Б. Окунем и А. П. Рудиком).
- 1956 — привёл упрощённый вывод некоторых дисперсионных соотношений.
- 1967 — теория слабых взаимодействий непригодна при энергиях порядка нескольких ГэВ (к гипотезе о едином электрослабом взаимодействии).
- 1969 — процессы глубоконеупругого лептон-адронного рассеяния
- 1973 — расчёты первой АЭС в Чехословакии и исследования тяжёловодных реакторов в СССР, Китае и Югославии.
- 1982 — понятие магнитной восприимчивости кваркового конденсата, определяет величину магнитных моментов барионов (с А. В. Смилгой).
- 1986 — опыты нечётных корреляций спинов и импульсов частиц — нарушение зарядовой симметрии.
- 1988 — вычислил массы и магнитные моменты протона, гиперонов и других частиц (с 1981).
- 1989 — открытие (времена Иоффе), времена, соответствующие продольным расстояниям глубоконеупругого лептон-адронного рассеяния.

## Награды и звания
- 1954 — Орден «Знак Почёта»
- 1973 — Орден «Знак Почёта», за работы по реакторостроению
- 1994 — Премия Гумбольдта
- 1997 — Медаль «В память 850-летия Москвы»
- 2007 — Премия имени И. Е. Тамма
- 2009 — Премия имени И. Я. Померанчука
- 2016 — Заслуженный работник атомной промышленности Российской Федерации (26 октября 2016 года) — за большой вклад в развитие атомной промышленности и многолетний добросовестный труд[11].

## Членство в организациях
- 1990 — член-корреспондент АН СССР / РАН
- 1994 — Американское физическое общество.

## Публикации

### Монографии
- Глубоконеупругие процессы: Феноменология. Кварк-партонная модель. / Б. Л. Иоффе, Л. Н. Липатов, В. А. Хозе — Москва: Энергоатомиздат, 1983
- Физика элементарных частиц: квантовая хромодинамика в 2 т. / Б. Л. Иоффе, Л. Н. Липатов, В. С. Фадин. — Москва: Юрайт, 2019

### Статьи
- Б. Иоффе, А. Рудик, И. Шмушкевич. Образование γ-квантов и нейтральных мезонов при захвате π-мезонов дейтонами // ДАН СССР. — 1951. — Т. 77, № 3. — С. 403—406.
- Б. Иоффе, А. Рудик. О распаде π-мезона // ДАН СССР. — 1952. — Т. 82, № 3. — С. 359—360.
- Б. Л. Иоффе, И. М. Шмушкевич. Образование π-мезонов γ-лучами на дейтоне // ДАН СССР. — 1952. — Т. 82, № 6. — С. 869—872.
- Б. Л. Иоффе, А. П. Рудик, И. М. Шмушкевич. Образование γ-квантов и нейтральных мезонов при захвате π⁻-мезонов дейтронами. I // ЖЭТФ. — 1952. — Т. 22, вып. 1. — С. 11—20.
- Б. Л. Иоффе, А. П. Рудик, И. М. Шмушкевич. Образование γ-квантов и нейтральных мезонов при захвате π⁻-мезонов дейтронами. II // ЖЭТФ. — 1952. — Т. 22, вып. 1. — С. 21—28.
- Б. Л. Иоффе, А. П. Рудик. О взаимодействии π-мезонов с нуклонами // ЖЭТФ. — 1952. — Т. 22, вып. 1. — С. 127—128.
- Б. Л. Иоффе, И. Я. Померанчук. Об электронах, образующихся при захвате μ-мезонов на атомные уровни // ЖЭТФ. — 1952. — Т. 23, вып. 1. — С. 123—124.
- Б. Л. Иоффе. О расходимости ряда теории возмущений в квантовой электродинамике // ДАН СССР. — 1954. — Т. 94, № 3. — С. 437—438.
- Б. Л. Иоффе. Системы ковариантных уравнений в теории квантовых полей // ДАН СССР. — 1954. — Т. 95, № 4. — С. 761—764.
- А. Д. Галанин, Б. Л. Иоффе, И. Я. Померанчук. Перенормировка массы и заряда в ковариантных уравнениях квантовой теории поля // ДАН СССР. — 1954. — Т. 98, № 3. — С. 361—364.
- А. Д. Галанин, Б. Л. Иоффе, И. Я. Померанчук. Об асимптотике функций Грина нуклона и мезона в псевдоскалярной теории со слабым взаимодействием // ЖЭТФ. — 1955. — Т. 29, вып. 1. — С. 51—63.
- Б. Л. Иоффе. Дисперсионные соотношения для рассеяния и фоторождения // ЖЭТФ. — 1956. — Т. 31, вып. 4. — С. 583—595.
- Б. Л. Иоффе, И. Я. Померанчук, А. П. Рудик. Дисперсионные соотношения для рассеяния и фоторождения π-мезонов на дейтонах // ЖЭТФ. — 1956. — Т. 31, вып. 4. — С. 712—713.
- Б. Л. Иоффе, Л. Б. Окунь. О выгорании горючего в ядерных реакторах // Атомная энергия. — 1956. — Т. 1, № 4. — С. 80—91.

### Публицистика
- Б. Иоффе. Особо секретное задание. Из истории атомного проекта в СССР
- Б. Л. Иоффе, Без ретуши. Портреты физиков на фоне эпохи. — М.: «Фазис», 2004 г., 160 стр., ISBN 5-70360088-X, ISBN 978-5703600887